# NGC 3258A
NGC 3258A is een balkspiraalstelsel in het sterrenbeeld Luchtpomp. Het hemelobject ligt in de buurt van NGC 3258, NGC 3258B, NGC 3258C, NGC 3258D en NGC 3258E.

## Synoniemen
- ESO 375-32
- MCG -6-23-30
- PGC 30815